# Carolina (bài hát của Taylor Swift)
"Carolina" là một bài hát do ca sĩ kiêm sáng tác nhạc người Mỹ Taylor Swift viết và thu âm cho album nhạc phim của bộ phim chính kịch bí ẩn giật gân Xa ngoài kia nơi loài tôm hát (2022). Bài hát do Republic Records phát hành vào ngày 24 tháng 6 năm 2022, với tựa đề được đặt theo tên theo khu vực Carolinas ở Hoa Kỳ. Phần ca từ của bài hát được viết dưới góc nhìn của nhân vật nữ chính Catherine Clark. "Carolina" đã nhận được nhiều lời tán dương từ các nhà phê bình âm nhạc, đặc biệt khi bài hát đã diễn tả đúng bầu không khí của bộ phim, cùng với đó là chất nhạc gợi nhớ đến hai album indie folk năm 2020 của Swift là Folklore và Evermore. Các bài đánh giá đều dành lời khen ngợi cho giọng hát, phong cách sáng tác và chất "ám ảnh" mà Swift đã đưa vào tác phẩm.
Dưới vai trò sản xuất của Swift và Aaron Dessner, "Carolina" là một bản ballad Americana có nhịp độ chậm rãi theo phong cách nhạc dân ca Appalachia với ảnh hưởng của nhạc đồng quê và bluegrass. Phần khí nhạc của bài hát là sự kết hợp giữa âm thanh của các nhạc cụ acoustic đầu thập niên 1950 như fiddle, măng cầm và guitar acoustic. Sau khi phát hành, "Carolina" đã lọt vào các bảng xếp hạng đĩa đơn của Úc, Canada, Hungary, Ireland, Hà Lan, Vương quốc Anh, Hoa Kỳ và Việt Nam. Bài hát đã giành được một giải MTV Movie & TV Award và được đề cử cho Giải Critics' Choice, Giải Quả cầu vàng, Giải Grammy, Giải Vệ tinh cùng nhiều giải thưởng khác.

## Bối cảnh và phát hành
Xa ngoài kia nơi loài tôm hát (2022) là một bộ phim chính kịch bí ẩn giật gân của Mỹ do Olivia Newman đạo diễn và Reese Witherspoon sản xuất, với sự tham gia của Daisy Edgar-Jones trong vai nữ chính. Đây là bộ phim chuyển thể từ cuốn tiểu thuyết cùng tên năm 2018 của tác giả người Mỹ Delia Owens. Đặt bối cảnh vào thập niên 1950, câu chuyện xoay quanh một cô gái bị bỏ rơi tên Kya lớn lên ở một đầm lầy cỏ ở North Carolina và trở thành nghi phạm chính trong vụ sát hại một chàng trai từng theo đuổi cô.
Đoạn trailer đầu tiên của phim được ra mắt vào ngày 22 tháng 3 năm 2022 và có ghép cùng một đoạn nhạc của "Carolina". Đoạn trailer còn tiết lộ ca khúc được sáng tác và thể hiện bởi nữ ca sĩ người Mỹ Taylor Swift. Một đoạn khác của bài hát được tiết lộ thông qua đoạn trailer dài hơn của bộ phim phát hành vào ngày 22 tháng 5 năm 2022. Ngày phát hành của bài hát đã được tài khoản Instagram chính thức của bộ phim hé lộ khi qua một loạt bài đăng vào ngày 22 tháng 6 với phần ghi chú viết hoa các chữ cái, đánh vần thành cụm "Carolina thứ Năm tuần này". Một ngày sau, ngày phát hành bài hát được xác nhận là 24 tháng 6 năm 2022. Một video lời bài hát cũng được đăng tải trên YouTube vào ngày bài hát được ra mắt.

## Sáng tác

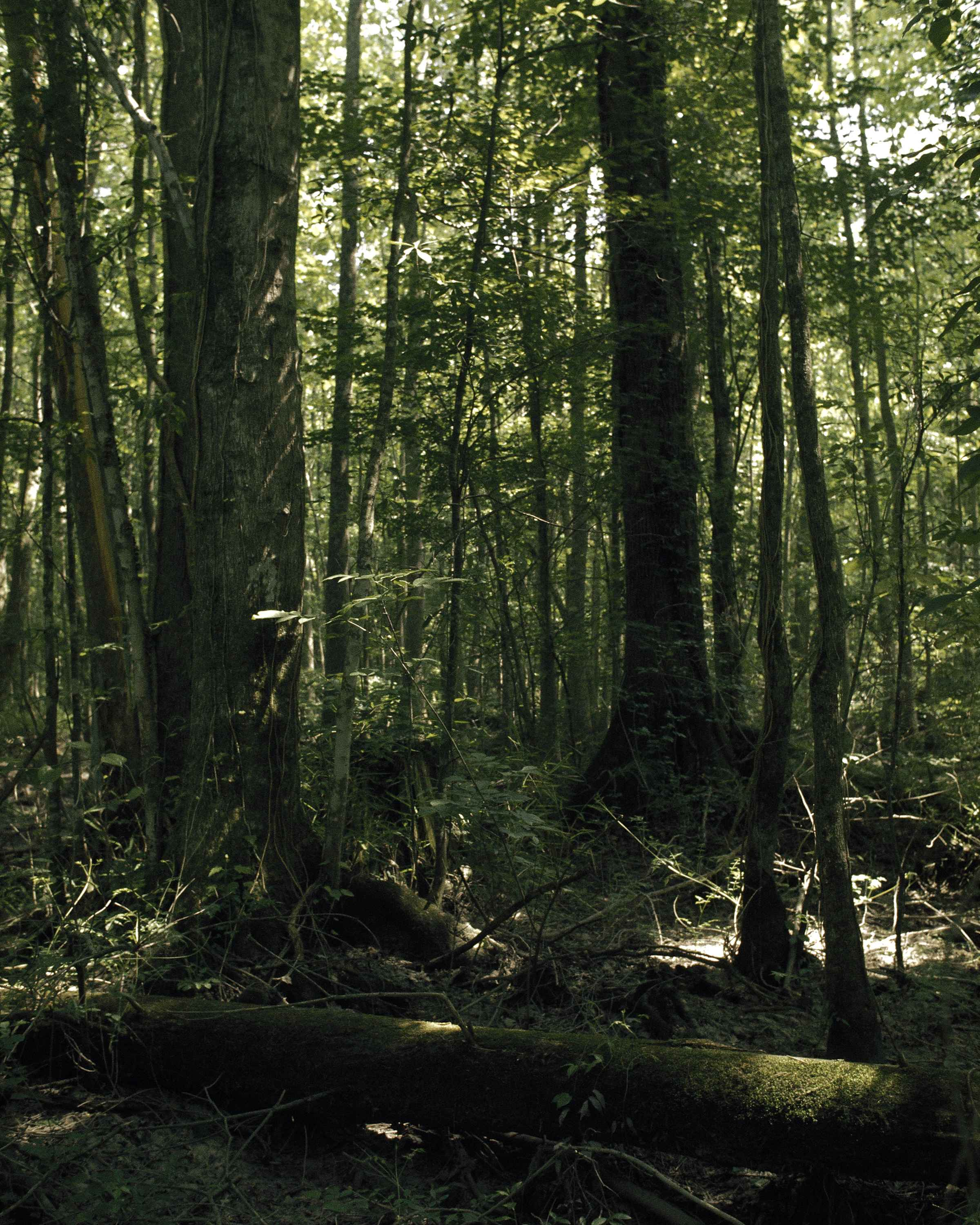
Phần ca từ của bài hát "Carolina" sử dụng kết hợp các yếu tố thiên nhiên của vùng đất Carolinas

"Carolina" được viết hoàn toàn bởi Taylor Swift và được cô sản xuất cùng với Aaron Dessner – nhà sản xuất đã giúp cô thực hiện hai album phòng thu năm 2020 là Folklore và Evermore. Swift sáng tác "Carolina" tại thời điểm hơn một năm rưỡi trước ngày phát hành 24 tháng 6 năm 2022. Witherspoon cho biết bài hát đã được viết trong quá trình Swift làm việc cho dự án Folklore, dù vậy chỉ tới khi hoàn thành bài hát thì việc này mới được nữ ca sĩ tiết lộ. Swift lại càng háo hức hơn sau khi cô biết rằng Witherspoon sẽ tham gia sản xuất bộ phim chuyển thể. Trên Instagram, nữ ca sĩ cho biết cô rất thích cuốn tiểu thuyết gốc của Owens và ngay khi nghe tin phim điện ảnh chuyển thể "đang được thực hiện", cô đã muốn được đóng góp cho phần nhạc phim. Swift cho biết mục tiêu của cô là tạo ra một bài hát "ám ảnh và thanh khiết" để thể hiện câu chuyện "đầy mê hoặc" của cuốn tiểu thuyết. "Carolina" được phát ở phần danh đề cuối phim và Newman cho rằng nó "phản ánh được tông nền của phần kết câu chuyện".
"Carolina" được mô tả là một bài hát theo dòng nhạc Americana và dân ca Appalachia với ảnh hưởng của nhạc đồng quê và bluegrass chơi trên hợp âm thứ. Bài hát được thu âm một lần duy nhất và chỉ sử dụng các nhạc khí acoustic xuất hiện trước năm 1953 – khoảng thời gian trong câu chuyện của Xa ngoài kia nơi loài tôm hát – như măng cầm, fiddle, tiếng guitar acoustic gảy nhẹ nhàng và âm đàn dây "lướt qua". Bài hát mở đầu bằng âm guitar gảy rải rác và dần mở rộng thành một "bầu không khí mù sương" qua sự kết hợp giữa đàn dây và băng cầm. Lời bài hát đề cập đến Kya, người kể chuyện trong bài hát và cũng là nhân vật chính của bộ phim, "đi lang thang qua những đầm lầy cỏ đầy cô đơn, tuyệt vọng vì những người đã rời bỏ cô và gợi ý về những điều bí mật mà cô đang nắm giữ". Phần ca từ của tác phẩm nặng về những hình ảnh tự nhiên như những con lạch nhỏ, con đường làng, sương mù, mây, bùn lầy, đám thông, bãi biển và rừng cây, lấy cảm hứng từ bối cảnh của câu chuyện ở vùng ven biển North Carolina. Trong bài hát, Swift sử dụng giọng hát với âm khu trầm nhẹ "như một tiếng thở".

## Đánh giá chuyên môn
"Carolina" nhận được nhiều lời tán dương từ các nhà phê bình âm nhạc. Nhà báo Jack Irvin của People đã miêu tả "Carolina" là một bản ballad tiết tấu chậm "đầy ám ảnh" với lời bài hát về việc "lén lút di chuyển qua nhiều địa điểm khác nhau mà không để bị phát hiện". Nhà phê bình Chris Willman của Variety cảm thấy bài hát gợi nhớ về phong cách âm nhạc trong Folklore và Evermore theo cách "dân gian nhất và nhẹ nhàng nhất." Emily Zemler và Kat Bouza trong bài đánh giá cho Rolling Stone đã nhận định rằng bài hát "ám ảnh" này làm gợi rõ hơn bối cảnh rừng rú của bộ phim cùng giai điệu "bi thương" của những bản ballad dân ca Appalachia, đồng thời ca ngợi giọng hát "như thể siren" của Swift. Cây viết Will Lavin của NME thì mô tả giọng hát của Swift là "sởn gai ốc".
Trong một bài đánh giá tích cực cho Clash, Robin Murray gọi bài hát là một "thành tựu vĩ đại" vượt thời gian và là ví dụ điển hình nhất về khả năng của Swift trong việc khơi gợi những "chuyển động nội tâm, cách thời gian và xúc cảm trôi qua chỉ bằng một vài từ ngữ." Anh khen ngợi phần khí nhạc "thiên bẩm", giọng hát "tối giản nhưng đầy mạnh mẽ" của Swift và phần ca từ "bằng cách nào đó đã chắt lọc được tác phẩm của Delia Owens – ở cả chiều rộng lẫn chiều sâu – thành một bài hát vô cùng súc tích và mạnh mẽ." Ryan O'Rourke của Collider gọi "Carolina" là một bản giai điệu "rùng mình", đầy ám ảnh và "gần như là một bản kể lại vắn tắt về các sự việc trong cuốn sách." Emily Zemler của Observer nhận định bài hát "nắm bắt một cách hoàn hảo cái kết buồn vui lẫn lộn" của Xa ngoài kia nơi loài tôm hát. Nhà báo Peter Travers của ABC News thì viết rằng Swift đã bắt được "chất văn hóa dân gian đầy ám ảnh" của cốt truyện phim trong bài hát, đồng thời thông qua âm nhạc và ca từ để gợi lên một "bí ẩn dai dẳng".
Nhà báo British Vogue Radhika Seth đã mô tả bài hát như một "con sâu tai" với phần biên soạn mang những dư âm "bi ai, nặng trĩu" từ Evermore. Sam Sodomsky của Pitchfork nhận định "Carolina" là một bài hát nhẹ nhàng, bắt nguồn từ "những góc tối hơn" của Folklore và Evermore, từ bỏ "ngôn ngữ và kết cấu của nhạc pop để chuyển sang các bài hát dân ca cổ của Mỹ". Anh còn khen ngợi phương pháp tiếp cận âm nhạc của Swift trong bài hát: lời bài hát "ma mị" cùng giọng hát trầm và chậm rãi. Lindsay Zoladz của The New York Times gọi "Carolina" là một trong những bài hát "ma quái nhất" trong danh sách đĩa hát của Swift và là "lần gần nhất [mà Swift] viết một bản ballad giết người" sau "No Body, No Crime" (2020). Jonathan Broxton của Movie Music UK cũng mô tả bài hát như một bản ballad giết người; "không phải là một trong những nỗ lực đứng đầu bảng xếp hạng như thường lệ của cô ấy – mà thay vào đó, đây là một tác phẩm đầy nỗi niềm và bi ai". Anh ví "Carolina" như "một bản nhạc Americana truyền thống tuyệt vời, được tinh giản hóa và thể hiện bởi không gì khác ngoài một cây đàn guitar, một chiếc băng cầm và giọng hát mộng mơ đến ngỡ ngàng của Swift, cùng với phần ca từ đầy chất thơ liên quan trực tiếp đến các yếu tố của cốt chuyện." Trong bài đánh giá về bộ phim cho Consequence, Liz Shannon Miller đã viết "Carolina" là một "sự kết hợp hoàn hảo về cả nội dung lẫn tâm trạng của bộ phim." Cây bút Pat Padua của The Washington Post thì nhận định bài hát đã "kết nối được nhạc pop với Americana".

## Giải thưởng và đề cử
Tại Giải Grammy lần thứ 65 (2023), "Carolina" là một trong các bài hát được lựa chọn tranh giải Ca khúc nhạc phim hay nhất – đây cũng là đề cử thứ tư của Swift ở hạng mục này sau "Safe & Sound" (2011) từ Đấu trường sinh tử, "I Don't Wanna Live Forever" (2017) từ Năm mươi sắc thái đen và "Beautiful Ghosts" (2019) từ Cats: Những chú mèo, mà trong đó chỉ có "Safe & Sound" giành chiến thắng. Swift cũng đã giành được đề cử Giải Critics' Choice đầu tiên trong sự nghiệp với bài hát này. "Carolina" cũng đã lọt vào danh sách rút gọn cho hạng mục Ca khúc gốc trong phim xuất sắc nhất tại Giải Oscar lần thứ 95.
| Giải thưởng                                               | Ngày                 | Hạng mục                                                                        | Kết quả   | Nguồn  |
| --------------------------------------------------------- | -------------------- | ------------------------------------------------------------------------------- | --------- | ------ |
| Giải Hollywood Music in Media                             | 16 tháng 11 năm 2022 | Ca khúc trong phim hay nhất                                                     | Đề cử     | [ 29 ] |
| Giải Quả cầu vàng                                         | 10 tháng 1 năm 2023  | Ca khúc trong phim hay nhất                                                     | Đề cử     | [ 30 ] |
| Giải thưởng của Hiệp hội phê bình phim Georgia            | 13 tháng 1 năm 2023  | Ca khúc trong phim hay nhất                                                     | Đề cử     | [ 31 ] |
| Giải Critics' Choice                                      | 15 tháng 1 năm 2023  | Ca khúc hay nhất                                                                | Đề cử     | [ 27 ] |
| Giải Âm nhạc Gold Derby                                   | 20 tháng 1 năm 2023  | Ca khúc đồng quê/Americana hay nhất                                             | Đề cử     | [ 32 ] |
| Giải Grammy                                               | 5 tháng 2 năm 2023   | Ca khúc nhạc phim hay nhất                                                      | Đề cử     | [ 33 ] |
| Giải thưởng của Hiệp hội các nhà soạn nhạc và viết lời    | 15 tháng 2 năm 2023  | Ca khúc gốc đột phá cho sản phẩm truyền thông hình ảnh chính kịch hoặc tài liệu | Đề cử     | [ 34 ] |
| Giải thưởng Điện ảnh của Hiệp hội nhà báo giải trí Latinh | 19 tháng 2 năm 2023  | Ca khúc trong phim hay nhất                                                     | Đề cử     | [ 35 ] |
| Giải Vệ tinh                                              | 3 tháng 3 năm 2023   | Ca khúc trong phim hay nhất                                                     | Đề cử     | [ 36 ] |
| Giải thưởng của Hiệp hội giám sát âm nhạc                 | 5 tháng 3 năm 2023   | Ca khúc hay nhất viết và/hoặc ghi âm cho phim điện ảnh                          | Đề cử     | [ 37 ] |
| MTV Movie & TV Award                                      | 7 tháng 5 năm 2023   | Ca khúc hay nhất                                                                | Đoạt giải | [ 38 ] |
| Giải World Soundtrack                                     | 21 tháng 10 năm 2023 | Ca khúc gốc hay nhất                                                            | Đề cử     | [ 39 ] |

## Đội ngũ thực hiện
Danh sách đội ngũ thực hiện được trích từ Tidal.
- Taylor Swift – giọng hát, sáng tác, sản xuất
- Aaron Dessner – sản xuất, kỹ thuật, guitar acoustic, băng cầm, guitar bass, măng cầm, dương cầm, synthesizer
- Reid Jenkins – fiddle
- Randy Merrill – master
- Jonathan Low – phối nhạc, kỹ thuật

## Bảng xếp hạng
| Bảng xếp hạng (2022)            | Thứ hạng cao nhất |
| ------------------------------- | ----------------- |
| Úc (ARIA)                       | 62                |
| Canada (Canadian Hot 100)       | 49                |
| Thế giới Global 200 (Billboard) | 45                |
| Hungary (Single Top 40)         | 20                |
| Ireland (IRMA)                  | 42                |
| Netherlands (Single Tip)        | 30                |
| New Zealand Hot Singles (RMNZ)  | 5                 |
| Anh Quốc (OCC)                  | 63                |
| Hoa Kỳ Billboard Hot 100        | 60                |
| Việt Nam (Vietnam Hot 100)      | 51                |

## Lịch sử phát hành
| Khu vực  | Ngày                | Định dạng                       | Hãng đĩa | Nguồn  |
| -------- | ------------------- | ------------------------------- | -------- | ------ |
| Thế giới | 24 tháng 6 năm 2022 | Tải kỹ thuật số Phát trực tuyến | Republic | [ 51 ] |